# Dassault MD 452 Mystère II
Il Dassault MD 452 Mystère II (dal francese: mistero), meglio conosciuto come Mystère II, era un caccia monomotore a getto ad ala bassa a freccia, prodotto dall'azienda francese Dassault Aviation negli anni cinquanta.
Derivato dal precedente MD 450 Ouragan, fu il primo aereo francese in grado di raggiungere la barriera del suono (Mach 1), ma venne velocemente sostituito a causa della difficile gestione del volo.

## Storia

### Sviluppo
Basandosi sull'esperienza acquisita nelle prove di volo del precedente Ouragan, Marcel Dassault richiede alle autorità militari francesi l'autorizzazione per un ulteriore sviluppo del progetto allo scopo di migliorarne l'aerodinamica complessiva realizzando un esemplare di preproduzione. L'11 febbraio 1950, Dassault firma un contratto per lo studio e la realizzazione di un'ala a profilo sottile, adattabile alla fusoliera di un MD 450 Ouragan. L'esemplare, dopo le modifiche, assunse inizialmente la designazione MD 452, ribattezzato in seguito Mystère e Mystère I dopo aver avviato lo sviluppo delle versioni successive.
Il primo prototipo, lo 01, equipaggiato con il turbogetto britannico Rolls-Royce Nene e dotato dello stesso armamento dell'Ouragan, differiva sensibilmente nell'ala e nell'impennaggio, la prima dotata ora di un angolo di freccia pari a 30° ed il secondo, pur restando cruciforme, adottando piani orizzontali anch'essi a freccia. Lo 01 venne portato in volo per la prima volta il 23 febbraio 1951, pilotato da Kostia Rozanoff sulla pista dello stabilimento di Istres, nel sud della Francia.
A questo seguirono tre successivi prototipi che differivano dal primo essenzialmente per la scelta dell'unità propulsiva, i primi due equipaggiato con un turbogetto Hispano-Suiza Tay 250, versione realizzata localmente su licenza del britannico Rolls-Royce Tay, capace di fornire una spinta pari a 2 850 kg ed un terzo che montava lo Snecma Atar 101C da 2 500 kg.
Il successivo ordine di fornitura, emesso nel settembre 1951, prevedeva la fornitura di undici, poi ridotti a dieci, esemplari di preproduzione e che assunsero la definitiva designazione Mystère II. Quattro, i primi tre ed il quinto, equipaggiati con un motore Tay IIB standard ed uno dotato di una coppia di cannoni aeronautici calibro 30 mm. Tutti i successivi esemplari, designati Mystère IIC, adottarono un simile armamento, furono definitivamente motorizzati con il Snecma Atar, nelle versioni Atar 101C-1, C-3, e successivamente le D-1 o D-2 e modificati nella presa d'aria e nella disposizione dei serbatoi di combustibile.
Venne emesso un secondo ordine di fornitura per 40 esemplari più altri sei di preproduzione, gli ultimi due dei quali adottarono il motore Atar 101F-2 dotato di postcombustore e capace di fornire una spinta massima di 3 800 kg e lievi modifiche all'impennaggio adottando un maggiore angolo di freccia. L'ultimo lotto ordinato riguardava 90 esemplari della versione oramai definitiva, l'ultimo dei quali uscì dagli stabilimenti di Bordeaux-Mérignac nel gennaio 1957.

### Impiego operativo

#### Francia
I Mystère II cominciarono ad essere assegnati ai reparti di caccia dell'Armée de l'air, l'aeronautica militare francese, dal 1955, nel luglio al 10ème Escadre de Chasse presso la base aerea di Creil poi al 5ème Escadre de Chasse presso la base aerea di Orange nell'estate 1956.
Durante il servizio si rivelarono particolarmente difficili da gestire e bisognosi di una costante manutenzione tanto che la loro disponibilità mensile raramente superava il 50% tra gli esemplari effettivamente in condizioni di volo. I molti incidenti occorsi nel primo periodo della loro vita operativa costrinsero il governo francese a decretarne, nel novembre 1957, la prematura radiazione, venendo velocemente sostituiti dai più recenti Mystère IV benché alcuni esemplari avessero effettuato solamente poche ore di volo.

### Esportazione
Benché il governo israeliano avesse stipulato un contratto di fornitura per 30 esemplari, il Mystère II non venne mai esportato e l'originale ordine destinato alla Heyl Ha'Avir venne commutato nella fornitura di un pari numero di Mystère IV.
Il modello suscitò un iniziale interesse anche nel governo Indiano ma che non si concretizzò mai in un contratto di fornitura.

## Descrizione tecnica
È stato il primo aereo supersonico francese. La fusoliera è quella sostanzialmente di un Ouragan, modificata nella parte centrale per ospitare un'ala differente, abbastanza sottile rispetto alla originale dell'Ouragan. Inoltre ha una freccia alare molto accentuata (30° invece di 14).

## Utilizzatori

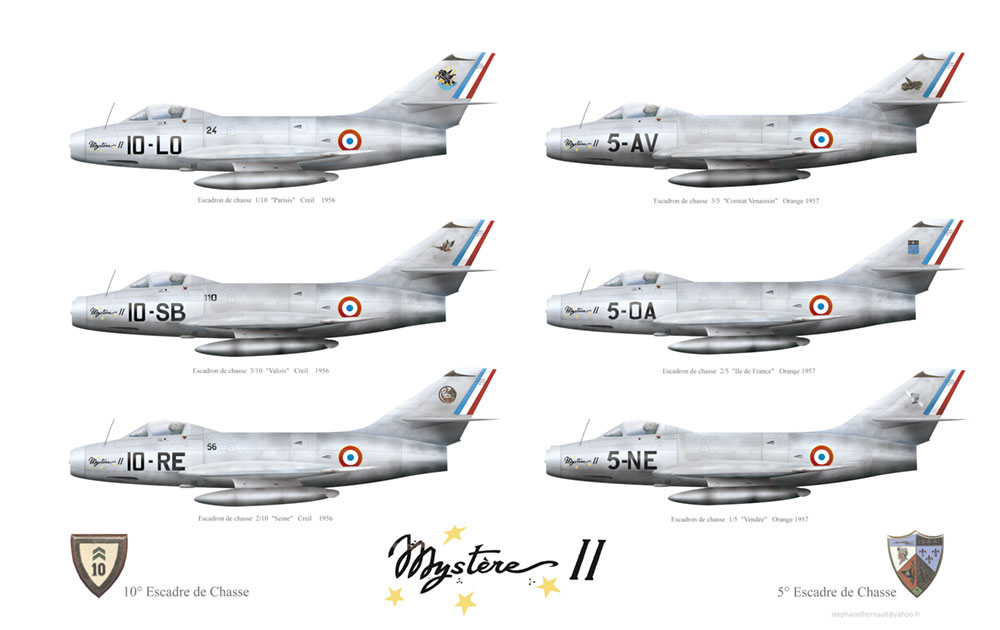
Dassault Mystère II 1956-1957

Francia
- Armée de l'air